# Ichneumon dionymus
Ichneumon dionymus är en stekelart som först beskrevs av Carlson 1979.  Ichneumon dionymus ingår i släktet Ichneumon och familjen brokparasitsteklar. Inga underarter finns listade i Catalogue of Life.